# Ad van Schuppen
Arie Johan (Ad) van Schuppen (Veenendaal, 17 april 1908 - aldaar, 30 oktober 1961) was een Nederlandse sigarenfabrikant, en verzetsstrijder in de Tweede Wereldoorlog. Hij was districtsleider van de Landelijke Organisatie voor Hulp aan Onderduikers (LO) in Veenendaal.

## Levensloop
Van Schuppen werd geboren als jongste in een gezin van negen kinderen. Het gezin was lid van de Gereformeerde Kerken in Nederland. Zijn ouders waren Jochem van Schuppen (1868-1941) en Jansje Geurts (1871-1936). Zijn vader begon in 1889 een sigarenfabriek in Veenendaal, die uitgroeide tot de Ritmeesterfabriek, genoemd naar het bekendste sigarenmerk. In de jaren dertig werkten er zeventienhonderd mensen. Een andere tak van de familie, namelijk een broer van zijn moeder en twee broers van zijn vader, waren in Wageningen eigenaar van de Schimmelpenninckfabriek. Van Schuppen ging ook in het familiebedrijf werken, hij bracht het tot directielid.
Tijdens de Tweede Wereldoorlog groeide Van Schuppen uit tot een van de leiders van het Veenendaalse verzet. Op 26 november 1942 woonde hij in Zeist de oprichtingsavond bij van de lokale afdeling van de Landelijke Organisatie voor Hulp aan Onderduikers. Op de avond sprak de grote man achter de LO dominee Frits Slomp, alias Frits de Zwerver. Van Schuppen nodigde samen met zijn eigen predikant Dirk van Enk Slomp uit in Veenendaal om op een soortgelijke avond te spreken. Zo gebeurde en de Veenendaalse LO-afdeling was nog voor het einde van het jaar een feit. De kern werd naast Van Schuppen als leider gevormd door Dirk van Beek, Ab van 't Riet en Jaap Spruijt.
De LO hield zich vooral bezig met het onderbrengen en de verzorging van onderduikers. Van Schuppen vertegenwoordigde het district-Veenendaal op de zogeheten ruilbeurzen in Zwolle en Hoorn. Hij zorgde voor onderdak voor tal van joodse onderduikers. In de loop van de oorlog verbleven er zeker dertig joodse onderduikers in zijn villa, waar hij samen met zijn zus Marika (Nan) van Schuppen (getrouwd met Theo Mijnhardt) woonde. Voor een joodse vertegenwoordiger van zijn fabriek vond hij onderdak in Veenendaal.
Van Schuppen werd tweemaal gearresteerd. De eerste keer in 1943, maar na korte tijd vrijgelaten. Jaap Spruijt volgde hem op als districtsleider. De tweede aanhouding was veel ingrijpender. Ad en Marika van Schuppen werden gewaarschuwd voor een inval. Alle joodse onderduikers waren op tijd weg. Op zaterdag 18 november werd Van Schuppen gearresteerd door de Utrechtse SD'ers Van Joolen, Tewes en Haveneth. De arrestatie van de jeugdige verzetsman Jan van der Munnik heeft de SD op zijn spoor gezet. Met hem wordt ook de jonge verzetsman Henk Brouwer ingerekend. Na een korte gevangenschap in Utrecht wordt Van Schuppen vastgezet in het Huis van Bewaring in Scheveningen, ook bekend als het Oranjehotel. Hij werd gemarteld, maar gaf geen informatie prijs. Van Schuppen werd na bemiddeling van de NSB-burgemeester van Wageningen Wouter Hendrik van den Brink vrijgelaten. Ad van Schuppens neef Frans had Van den Brink, die ook wel zag aankomen dat Duitsland afstevende op een nederlaag, benaderd.
Van Schuppen zou nooit meer helemaal herstellen van de verwondingen die hij had opgelopen gedurende zijn gevangenschap. Hij werkte tot 1960 als directielid bij de Ritmeesterfabriek, maar overleed op relatief jonge leeftijd.

## Nalatenschap
Van Schuppen is nooit getrouwd. In 1973 ontving hij postuum, samen met zijn zus Marika en neef Frans, van het Israëlische holocaustcentrum Yad Vashem de eretitel Rechtvaardige onder de Volkeren.